# Cantaing-sur-Escaut
Cantaing-sur-Escaut è un comune francese di 451 abitanti situato nel dipartimento del Nord nella regione dell'Alta Francia.
All'inizio del XIII secolo il tessitore Baptiste Cambray, originario di questo villaggio mise a punto un procedimento di tessitura che permetteva di ottenere un tessuto di lino molto fine, il batista. Nella regione del Cambresis, oggi francese ma che allora apparteneva all'impero tedesco, si sviluppò una fiorente industria artigianale che produceva questa tela impiegando migliaia di addetti.

## Società

### Evoluzione demografica
Abitanti censiti